# غاري بينيت (لاعب كريكت)
غاري بينيت (10 ديسمبر 1971 في المملكة المتحدة - ) (بالإنجليزية: Gary Bennett)‏ هو لاعب كريكت بريطاني. لعب مع Somerset Cricket Board ‏.